# Primula pulchra
Primula pulchra är en viveväxtart som beskrevs av David Allan Poe Watt. Primula pulchra ingår i släktet vivor, och familjen viveväxter. Inga underarter finns listade i Catalogue of Life.